# Петър Здравев
Петър Здравев или Здравков е български общественик и лекар от Македония.

## Биография
Петър Здравев е роден на 25 юни 1883 година в град Тетово, тогава в Османската империя. Здравев се занимава с революционна дейност и е член на Вътрешната македоно-одринска революционна организация.
Заминава да следва медицина в Женева, Швейцария, където през 1915 година участва в организирането на Академичното дружество „Македония“. Здравев е инициатор за обединяването на всички македонски дружества в Швейцария през 1918 година, а след организирането на Съюза на македонските дружества в Швейцария е избран за подпредседател на генералния съвет към него. Застъпва се за идеята за създаване на независима македонска държава след края на Първата световна война.
Член-съдружник е на списанието „Луч“.
В началото на 1945 година е осъден да лежи в затвор от новата власт в Народна република Македония, но скоро след това е помилван.
През 1947 година е избран заедно с други 18 души за преподавател в новосъздадения Медицински факултет в Скопие. След това е основоположник на Клиниката по оториноларингология и шеф на катедрата до пенсионирането си през 1957 година. Умира през 1960 година в Скопие.